# اصل گمالائیل

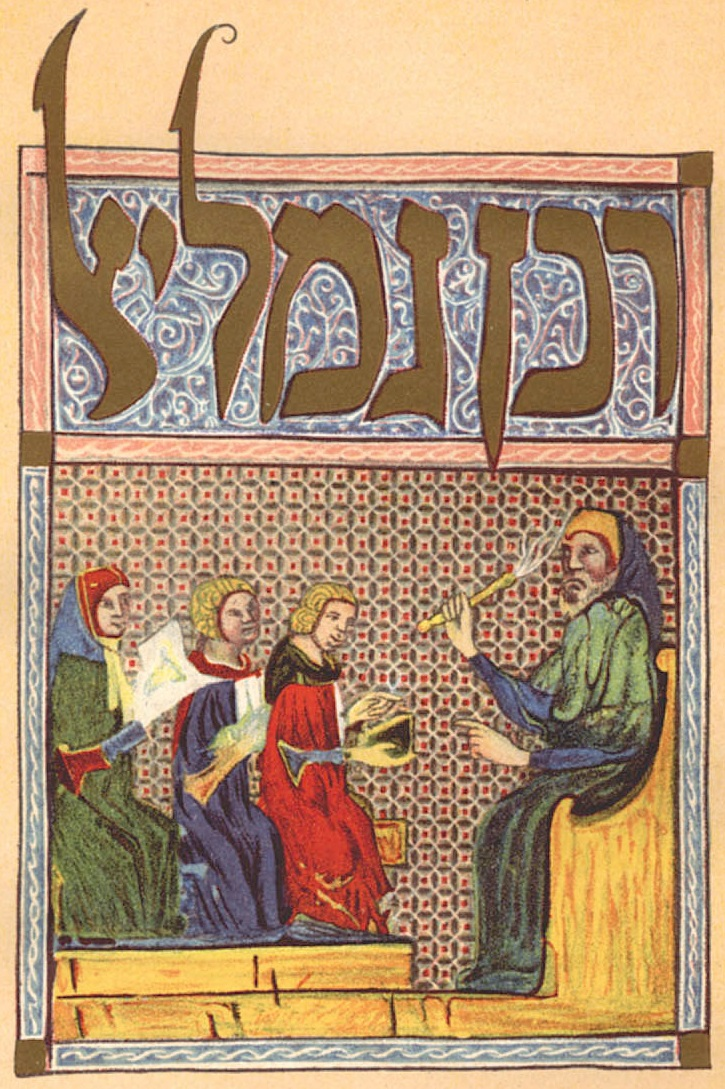
ربان گمالائیل

اصل گمالائیل یا غمالائیل  که با نام‌های قاعده گامالائیل ،قاعده کلی گامالائیل، توصیه گامالائیل،قانون گامالائیل، یا نگرش گامالائیل نیز شناخته می‌شود، اصلی است که در کتاب اعمال رسولان عهد جدید توسط  ربی گمالائیل شرح داده شده است. گمالائیل به شورای عالی یهود در مورد کشتن شاگردان عیسی هشدار می‌دهد و می‌گوید که اگر ایده‌های آنها منشأ انسانی داشته باشد، «به هیچ تبدیل می‌شوند» و یهودیان نیازی به نگرانی در مورد آنها ندارند. اما اگر آنها از جانب خدا باشند، سرنگونی ایده‌های آنها به هر حال غیرممکن خواهد بود و اگر یهودیان سعی در متوقف کردن آنها داشته باشند، علیه خدا می‌جنگند. بنابراین، از نظر گامالائیل بهتر است کاری نکنیم و بگذاریم خدا از اوضاع مراقبت کند.
در دوران مدرن، اصل گامالائیل در حمایت از کثرت‌گرایی دینی و اصلاحات در گروه‌های مذهبی مورد استفاده قرار گرفته است.

## منشا
در کتاب اعمال رسولان باب 5 در عهد جدید، روایتی از احضار حواریون  عیسی به شورای عالی یهود در اورشلیم، که به عنوان یک سیستم دادگاه یهودی عمل می‌کرد، نقل شده است. کاهن اعظم آنها را به نافرمانی از دستور توقف موعظه متهم می‌کند، که پطرس رسول با شروع موعظه به شورای عالی یهود در پاسخ به آن، به کشتن حواریون در تلافی فکر می‌کند، که در آن لحظه غمالائیل توصیه‌های زیر را ارائه می‌دهد:
"و اکنون به شما می‌گویم، از این مردان دست بردارید و آنها را به حال خود بگذارید: زیرا اگر این مشورت یا این کار از جانب انسان باشد، به جایی نخواهد رسید: "اما اگر از جانب خدا باشد، نمی‌توانید آن را باطل کنید. مواظب باشید ، مبادا که  مرتکب به جنگیدن با خدا شوید."
- اعمال رسولان باب 5 آیات 38 و 39، ترجمه کتاب مقدس ، نسخه شاه جیمز
غمالائیل برای اثبات نظر خود، دو مثال را نیز ذکر می‌کند، تئودا و یهودای جلیلی، که پیروان زیادی به دست آوردند اما "به هیچ" نرسیدند. طبق کتاب مقدس، دیگر خاخام‌های سنهدرین با غمالائیل موافقند و تصمیم می‌گیرند شاگردان را نکشند، در عوض آنها را کتک زده و سپس آزاد می‌کنند.
نظریه‌های مختلفی در مورد انگیزه‌های غمالائیل و میزان اعتقاد یا عدم اعتقاد او به مسیحیان مطرح شده است، و برخی حتی این نظریه را مطرح کرده‌اند که او مخفیانه مسیحی بوده است، اگرچه هیچ مدرکی برای تأیید این نظریه وجود ندارد.همچنین ممکن است او از اینکه مسیحیان رستاخیز مردگان را موعظه می‌کردند، خوشحال بوده باشد، آموزه‌ای که او به عنوان یک فریسی به آن اعتقاد داشت، اما صدوقیان در سنهدرین به آن اعتقاد نداشتند. طبق تفسیر پالپیت ، "شکی وجود ندارد " که فریسی بودن او را به مقاومت در برابر توصیه‌های خشونت‌آمیز اعضای صدوقی متمایل می‌کند، و این بیشتر به این دلیل است که آموزه رستاخیز مورد سوال بود." به گفته الکساندر مک‌لارن، گامالائیل به عنوان "محتاط، خردمند، محتاط و آرام، بردبار، مخالف تعصب و خشونت" شناخته می‌شد و بنابراین جای تعجب نیست که او چنین توصیه‌هایی کرده باشد.همچنین ممکن است گامالائیل نمی‌خواست که شورای عالی یهود (سنهدرین) عموم مردم اورشلیم را خشمگین کند، زیرا بسیاری از آنها از مسیحیان حمایت می‌کردند.و به گفته جان اف. مک‌آرتور، احتمالاً او واقعاً به آنچه می‌گفت اعتقاد داشت.